# Biserka (gljiva)
Biserka (lat. Amanita rubescens), bisernica, crvenkasta muhara ili siva muhara je jestiva gljiva ljeta, od koje zaziru mnogi neiskusni gljivari zbog srodnosti s otrovnim gljivama svoje porodice, a vrlo je česta i ukusna gljiva. Biserka raste od kraja svibnja do kraja listopada pojedinačno ili skupno po svim šumama.

## Opis
- Klobuk biserke je širok od 6 do 15 centimetara, najprije polukružan, kasnije otvoren, smeđecrvenkast, pod starost izbljeđuje s crvekastim mrljama; pokriven je perlama koje su prema sredini gušće, a često u mladosti vuku na crvenkasto; obod nije ucrtan, pod kožicom, koja se lako guli, meso je crvenkaste boje, kožica je malo ljepljiva, kiša s nje lako ispire ostatke ovoja.
- Listići su gusti, široki, bijeli, pomiješani s kraćima; na oba kraja suženi, na pritisak lagano (sporo) mijenjaju boju u crvenkastu.
- Stručak je visok od 10 do 20 centimetara, cilindričan, bjelkast s crvenim daškom, na pritisak kasnije pocrveni; najprije je pun, poslije kad izgrizemo šupalj, pod starost redovito izgrizen od crva sve do klobuka i crvenkasto obojen; u gornjem dijelu nalazi se bijeli vjenčić.
- Meso je bijelo, na pritisak malo pocrveni, osobito pri dnu stručka, miris nenapadan; okus najprije blag, kasnije nadražujući.
- Spore su bijele, eliptične 7 – 10 x 5 – 8 μm.

## Kemijske reakcije
Meso s fenolom postaje vinsko crveno, a s fenolanilinom crvenkasto.

## Stanište
Raste već od kraja svibnja pa do jeseni u vlažnim šumama.

## Upotrebljivost
Biserka je jestiva; prije pripremanja poželjno je oguliti kožicu s klobuka jer je tu najzastupljeniji termostabilan hemolizin koji se kuhanjem na temperaturi od 70 ˚C razara.

## Sličnosti
Postoji velika opasnost od zamjene sa smrtno otrovnom panterovom muharom. Međutim, panterova muhara ima ucrtan obod klobuka, meso nije crvenkasto obojeno ispod kožica klobuka, a vjenčić je gladak. U posljednje vrijeme u nas se često vode razgovori o spornoj lažnoj biserki (lat. Amanita pseudorubescens Herrfurt) koja, navodno, može biti smrtonosna, a ne razlikuje se od biserke, kako to piše u "Atlasu gljiva", Zagreb, 1977. Čini se da je ta pomutnja među ljubiteljima gljiva još izraženija zbog neargumentiranog pisanja pojedinih listova. Amanita pseudorubescens Herrf. u literaturi se uglavnom spominje s nevjericom ili se u potpunosti negira. Treba se naglasiti da su mnoge vrste gljiva nedužno proglašavane novim vrstama, i to, zamislite, odoka u prirodi. Na taj se način i vjerojatno i "rodila" lažna biserka, kao što piše Albert Pilat, a da bi to dokazao, pojeo je 8 sirovih komada sporne biserke. Biserki najviše sliči vrlo rijetka, ali jestiva Amanita annulosulphurea gill, koja je manja, meso joj mnogo slabije crveni, plodno tijelo ima sivoljubičasti ton i vjenčić je sumporastožut. 

## Slike
|  |  |  |  |  |
|  |  |  |  |  |